# 谷口基
谷口 基（たにぐち もとい、1964年- ）は、日本近代文学研究者、茨城大学教授。
東京都生まれ。立教大学大学院文学研究科博士後期課程満期退学。2011年「戦前戦後異端文学論 奇想と反骨」で成蹊大学文学博士。2012年茨城大学人文学部准教授。専門は日本近現代文学、大衆文学研究。「清張文学の基層」で第１回松本清張研究奨励事業入選。2010年『戦前戦後異端文学論』で第10回本格ミステリ大賞（評論・研究部門）、2014年『変格探偵小説入門』で日本推理作家協会賞受賞。

## 著書
- 『怪談異譚 怨念の近代』水声社 2009年
- 『戦前戦後異端文学論 奇想と反骨』新典社研究叢書 2009年
- 『戦後変格派・山田風太郎 敗戦・科学・神・幽霊』青弓社 2013年
- 『変格探偵小説入門 奇想の遺産』岩波現代全書 2013年

## 参考
- ISBN 978-4-7872-9211-7
- 谷口基 - researchmap
- 谷口基 - J-GLOBAL
- 谷口基 - KAKEN 科学研究費助成事業データベース
- 研究者総覧 - 茨城大学